# Youngolidia patruelis
Youngolidia patruelis är en insektsart som beskrevs av Spångberg 1878. Youngolidia patruelis ingår i släktet Youngolidia och familjen dvärgstritar. Inga underarter finns listade i Catalogue of Life.